# جيرسي سيتي
جيرسي سيتي مدينة تقع في ولاية نيوجيرسي بالولايات المتحدة الأمريكية وهي عاصمة هدسون.

## الموقع
يحيط بها نهر هدسون ونهر هكنساك و خليج نيوراك وتتصل جيرسي ستي بمنهاتن عن عبر نفق هولاند .

## السكان
تعتبر مدينة جيرسي سيتي ثاني أكبر مدينة في ولاية نيوجيرسي نظر لكثافة سكانها البالغ تعدادهم 240.055 نسمة (إحصاء عام 2007) . وتبلغ الكثافة السكانية بها 6195.2 شخص في الكيلومتر المربع الواحد.

## التركيبة الأثنية
تتميز المدينة بالتنوع العرقي ويرجع ذلك إلى اختلاف أصول سكانها. حيث يقطنها 34.01% من ذوي الأصول الأنجلو سكسونيين (البيض) و 28.32% من ذوي الأصول الأفريقية (السود) و%0.45% من أصول الهنود الحمر (السكان الأصليين) و16.20% من الآسيويين و0.08% من سكان جزر المحيط الهادي و15.11% من العرقيات الأخرى. ويشكل الهسبانك (ذوى الاصول اللاتينية) نمسبة 28.31 % من أجمالي سكان المدينة . أما السكان ذوي الأصول العربية فيمثلون حوالي 3.0% من السكان.

## النشاط الإقتصادي
تعتبر مدينة جيرسي سيتي مركزاً صناعياً مهماً لقربها من ولاية نيويورك وتبعيتها لمجمع نيويورك الحضرى الكبير فإزدهرت فيها عدة صناعات منها الصناعات الكيمائية والنفطية و الألكترونيات و الغزل والنسيج وتنشط فيها الأعمال التجارية والمؤسسات والشركات خاصى في النطاق الحضري للمدينة كما في مجمع نيووبورت حيث توجد العديد من المصارف ومراكز الاستثمارات الكبيرة بالإضافة إلى مركز تجارى كبير يحمل الاسم نفسه وتنتشر فيها ناطحات السحاب المبنية على نسق مدينة نيو يورك.

## النقل والمواصلات
توجد بالمدينة شبكة موصلات ضخمة تشمل حافلات نقل الركاب وتربط معظم مناطق الولاية إلى جانب قطارت السكك الحديدية الثقيلة والخفيفة.

## التعليم
تحتضن مدينة جيرسي سيتي العديد من الجامعات الحكومية والجامعات والخاصة أهما جامعة مدينة جيرسي سيتي وجامعة سانت بيتر وكليى هادسون الاجتماعية.